# Калиново (Таращанский район)
Кали́ново (укр. Калинове, до 2016 г. — Чапа́евка, до 1937 г. — Зато́нское, до 1924 г. — Жидо́вская Гре́бля) — село, входит в Таращанский район Киевской области Украины.
Почтовый индекс — 09533. Телефонный код — 4566. Занимает площадь 9,873 км². Код КОАТУУ — 3224487701.

## История
До 1924 года село называлось Жидовская Гребля (укр. Жидівська Гребля) (в честь сооруженной на реке Тикич плотины). Затем село было переименовано в Затонское в честь партийного деятеля Владимира Затонского, а после того, как Затонский был респрессирован, — в честь советского военного деятеля Василия Чапаева.

## Население
Население по переписи 2001 года составляло 1488 человек.

## Местный совет
09533, Киевская обл., Таращанский р-н, с. Калиново; тел. 31-3-42

## Известные жители и уроженцы
- Кизима, Василий Трофимович (род. 1932) — Герой Социалистического Труда.